# Jasmine Alkhaldi
Jasmine Alkhaldi, född 20 juni 1993, är en filippinsk simmare. 
Alkhaldi tävlade för Filippinerna vid olympiska sommarspelen 2012 i London, där hon blev utslagen i försöksheatet på 100 meter frisim. Vid olympiska sommarspelen 2016 i Rio de Janeiro blev Alkhaldi utslagen i försöksheatet på samma distans.